# Bolquère
Bolquère (katalanisch: Bolquera) ist eine französische Gemeinde mit 805 Einwohnern (Stand 1. Januar 2022) im Département Pyrénées-Orientales in der Region Okzitanien. Sie gehört zum Arrondissement Prades und zum Kanton  Les Pyrénées catalanes.

## Geographie
Nachbargemeinden von Bolquère  sind Les Angles im Norden, La Llagonne im Nordosten, La Cabanasse im Südosten, Eyne im Süden, Font-Romeu-Odeillo-Via im Südwesten und Angoustrine-Villeneuve-des-Escaldes im Nordwesten.

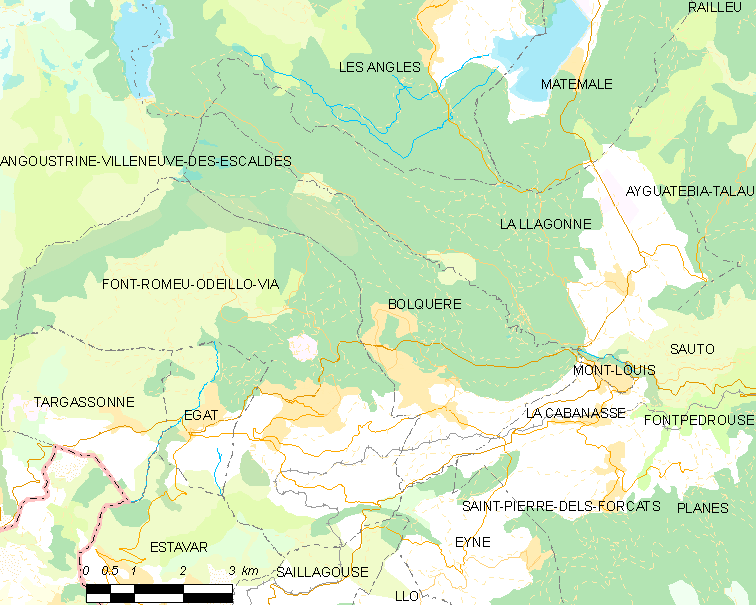
Karte von Bolquère

## Bevölkerungsentwicklung
| Jahr      | 1962 | 1968 | 1975 | 1982 | 1990 | 1999 | 2013 |
| Einwohner | 215  | 249  | 373  | 503  | 617  | 730  | 790  |

## Sehenswürdigkeiten
- Kirche Sainte-Eulalie